# Hills Tower

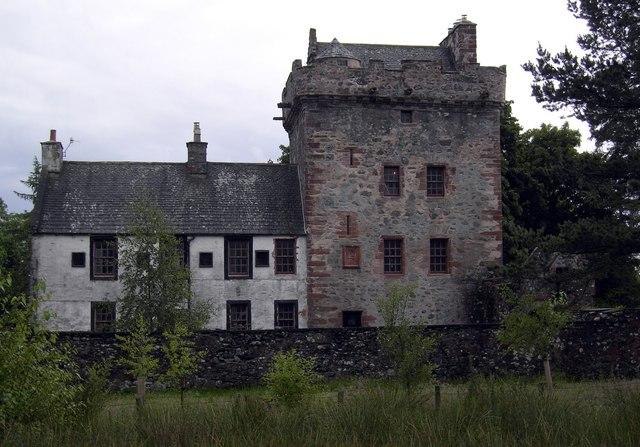
Hills Tower

Hills Tower, auch Hills Castle oder Hillis Tower, ist ein Tower House nahe der schottischen Ortschaft Lochfoot in der Council Area Dumfries and Galloway. 1971 wurde das Bauwerk in die schottischen Denkmallisten in der höchsten Denkmalkategorie A aufgenommen. Zusammen mit dem zugehörigen Wohnhaus und dem Torhaus ist es außerdem Teil eines Denkmalensembles der Kategorie A.

## Geschichte
Im Jahre 1527 gelangten die Ländereien in den Besitz des Clans Maxwell. Es war vermutlich Edward Maxwell, der Hills Tower im Zeitraum zwischen 1528 und 1566 erbaute, wobei ein frühes Baujahr kurz nach Erwerb als wahrscheinlicher gilt. Architektonische Details legen nahe, dass die oberen Partien im späten 16. oder frühen 17. Jahrhundert überarbeitet wurden. Sie könnten aus derselben Bauperiode stammen wie das vorgelagerte Torhaus. Das von der Ostseite abgehenden Wohngebäude stammt aus den Jahren 1721 bis 1723. Der Steinmetz John Selchrig führte die Arbeiten aus. Auch die großen Fenster in den Obergeschossen des Wehrturms stammen aus diesem Zeitraum. Die Verglasung wurden in den 1930er Jahren erneuert.

## Beschreibung
Hills Tower liegt isoliert zwischen den Ortschaften Lochfoot und Lochanhead wenige hundert Meter östlich von Lochrutton Loch. Der vierstöckige Wehrturm weist einen länglichen Grundriss mit einer Grundfläche von 9,1 m × 7,2 m auf. Er schließt mit einem auskragenden Wehrgang mit Zinnenbewehrung und Wasserspeiern in Form von Kanonenläufen ab. An den Kanten treten Tourellen schwach heraus. Das aufsitzende Haus schließt mit einem schiefergedeckten Satteldach, das an der Ostseite mit Staffelgiebel schließt, während der Westgiebel mit einem wuchtigen Kamin gestaltet ist. Eine Wappenplatte oberhalb des Hauptportals zeigt die Wappen von Edward Maxwell und Janet Carson.
Das Mauerwerk des an der Ostseite anschließenden zweistöckigen Wohnhauses besteht aus Bruchstein. Oberhalb des Eingangs an der Nordseite ist eine heute blinde Wappenplatte eingelassen. Ebenerdig sind drei, im Obergeschoss vier Sprossenfenster mit dazwischenliegenden Wappenplatten angeordnet, von denen das westlichste zwischenzeitlich mit Mauerwerk verfüllt wurde. An der Nordseite ist links eine profiliert eingefasste Türe sowie ebenerdig drei und im Obergeschoss fünf Fenster zu finden. Das abschließende Satteldach ist mit Schiefer eingedeckt. Ein Kamin sitzt nahezu mittig auf, der zweite ist giebelständig.